# Lecanora mayrhoferi
Lecanora mayrhoferi är en lavart som beskrevs av Helge Thorsten Lumbsch. 
Lecanora mayrhoferi ingår i släktet Lecanora och familjen Lecanoraceae. Inga underarter finns listade i Catalogue of Life.